# Aphrosylus grassator
Aphrosylus grassator är en tvåvingeart som beskrevs av Wheeler 1897. Aphrosylus grassator ingår i släktet Aphrosylus och familjen styltflugor.
Artens utbredningsområde är Kalifornien. Inga underarter finns listade i Catalogue of Life.